# Lola al miglior film
Il Lola al miglior film (Bester programmfüllender Spielfilm) è un premio cinematografico che viene assegnato al miglior film tedesco dell'anno, secondo il giudizio della Deutsche Filmakademie, nell'ambito del Deutscher Filmpreis.
A differenza di altri riconoscimenti cinematografici, il Lola è accompagnato da un premio in denaro: attualmente per i migliori i tre lungometraggi si assegna il Lola d'oro (500000 €), il Lola d'argento (425000 €) ed il Lola di bronzo (375000 €). La sola candidatura viene premiata con 250000 €.
Dal 1951 al 1985 vi era un solo vincitore per il premio come miglior film.
Dal 1986 vengono aggiunti due vincitori con premio d'argento ad ex aequo, fino all'anno 2007 in cui viene aggiunto il bronzo per la terza posizione.

## Vincitori 1951-1985
| Anno | Film                                                                                   | Regista                  |
| ---- | -------------------------------------------------------------------------------------- | ------------------------ |
| 1951 | Questi nostri genitori (Das doppelte Lottchen)                                         | Josef von Báky           |
| 1952 | Die Schuld des Dr. Homma                                                               | Paul Verhoeven           |
| 1953 | Di notte sulle strade (Nachts auf den Straßen)                                         | Rudolf Jugert            |
| 1954 | Via senza ritorno (Weg ohne Umkehr)                                                    | Victor Vicas             |
| 1955 | Canaris                                                                                | Alfred Weidenmann        |
| 1956 | premio non assegnato                                                                   |                          |
| 1957 | Il capitano di Koepenick (Der Hauptmann von Köpenick)                                  | Helmut Käutner           |
| 1958 | Ordine segreto del III Reich (Nachts, wenn der Teufel kam)                             | Robert Siodmak           |
| 1959 | Le armi e l'uomo (Helden)                                                              | Franz Peter Wirth        |
| 1960 | Il ponte (Die Brücke)                                                                  | Bernhard Wicki           |
| 1961 | premio non assegnato                                                                   |                          |
| 1962 | Das Brot der frühen Jahre                                                              | Herbert Vesely           |
| 1963 | Die endlose Nacht                                                                      | Will Tremper             |
| 1963 | Das Feuerschiff                                                                        | Ladislao Vajda           |
| 1964 | Kennwort... Reiher                                                                     | Rudolf Jugert            |
| 1965 | Das Haus in der Karpfengasse                                                           | Kurt Hoffmann            |
| 1966 | I turbamenti del giovane Törless (Der junge Törless)                                   | Volker Schlöndorff       |
| 1967 | La ragazza senza storia (Abschied von gestern)                                         | Alexander Kluge          |
| 1968 | Il tatuaggio (Tätowierung)                                                             | Johannes Schaaf          |
| 1969 | Artisti sotto la tenda del circo: perplessi (Die Artisten in der Zirkuskuppel: Ratlos) | Alexander Kluge          |
| 1970 | Il fabbricante di gattini (Katzelmacher)                                               | Rainer Werner Fassbinder |
| 1970 | Malatesta                                                                              | Peter Lilienthal         |
| 1971 | Primo amore (Erste Liebe)                                                              | Maximilian Schell        |
| 1972 | Ludwig - Requiem per un re vergine (Ludwig - Requiem für einen jungfräulichen König)   | Hans-Jürgen Syberberg    |
| 1972 | Trotta                                                                                 | Johannes Schaaf          |
| 1973 | Gli esperti (Die Sachverständigen)                                                     | Norbert Kückelmann       |
| 1974 | Il pedone (Der Fußgänger)                                                              | Maximilian Schell        |
| 1975 | Lina Braake                                                                            | Bernhard Sinkel          |
| 1976 | Es herrscht Ruhe im Land                                                               | Peter Lilienthal         |
| 1977 | Heinrich                                                                               | Helma Sanders-Brahms     |
| 1978 | L'alibi di cristallo (Die gläserne Zelle)                                              | Hans W. Geißendörfer     |
| 1979 | Il tamburo di latta (Die Blechtrommel)                                                 | Volker Schlöndorff       |
| 1980 | Die letzten Jahre der Kindheit                                                         | Norbert Kückelmann       |
| 1981 | Jede Menge Kohle                                                                       | Adolf Winkelmann         |
| 1982 | Anni di piombo (Die bleierne Zeit)                                                     | Margarethe von Trotta    |
| 1983 | Lo stato delle cose (Der Stand der Dinge)                                              | Wim Wenders              |
| 1984 | Dove sognano le formiche verdi (Wo die grünen Ameisen träumen)                         | Werner Herzog            |
| 1985 | Il colonnello Redl (Oberst Redl)                                                       | István Szabó             |

## Vincitori dal 1986

### 1980
- 1986
  - Rosa L. (Rosa Luxemburg), regia di Margarethe von Trotta
  - Der Angriff der Gegenwart auf die übrige Zeit, regia di Alexander Kluge
  - Uomini (Männer), regia di Doris Dörrie

Daheim sterben die Leut, regia di Klaus Gietinger e Leo Hiemer
Versteckt, regia di Anthony Page
Goethe in D., regia di Manfred Vosz
Heidenlöcher, regia di Wolfram Paulus
Sugar Baby (Zuckerbaby), regia di Percy Adlon
- 1987
  - Francesca degli angeli (Francesca), regia di Vérénice Rudolph
  - Il nome della rosa (Der Name der Rose), regia di Jean-Jacques Annaud
  - Il silenzio del poeta (Das Schweigen des Dichters), regia di Peter Lilienthal

40 mq di Germania (40 Quadratmeter Deutschland), regia di Tevfik Başer
Das alte Ladakh, regia di Clemens Kuby
Caspar David Friedrich – Grenzen der Zeit, regia di Peter Schamoni
Der Flieger, regia di Erwin Keusch
Peng! Du bist tot!, regia di Adolf Winkelmann
- 1988
  - Il cielo sopra Berlino (Der Himmel über Berlin), regia di Wim Wenders
  - Der Indianer', regia di Rolf Schübel
  - Bagdad Café (Out of Rosenheim), regia di Percy Adlon

Drachenfutter, regia di Jan Schütte
Der gläserne Himmel, regia di Nina Grosse
Der kleine Staatsanwalt, regia di Hark Bohm
Man kann ja nie wissen, regia di Gerhard Hostermann e Diethard Küster
Sierra Leone, regia di Uwe Schrader
Das Treibhaus, regia di Peter Goedel
Das weite Land, regia di Luc Bondy
- 1989
  - Yasemin, regia di Hark Bohm
  - Herbstmilch, regia di Joseph Vilsmaier
  - Wallers letzter Gang', regia di Christian Wagner

Abschied vom falschen Paradies, regia di Tevfik Baser
La amiga, regia di Jeanine Meerapfel
Im Jahr der Schildkröte, regia di Ute Wieland
Land der Väter, Land der Söhne, regia di Nico Hofmann
Martha Jellneck, regia di Kai Wessel
Paura e amore, regia di Margarethe von Trotta
Der Sommer des Falken, regia di Arend Agthe

### 1990
- 1990
  - Ultima fermata Brooklyn (Letzte Ausfahrt Brooklyn), regia di Uli Edel
  - L'orologiaio (Georg Elser – Einer aus Deutschland), regia di Klaus Maria Brandauer
  - La tela del ragno (Das Spinnennetz), regia di Bernhard Wicki

American Beauty Ltd., regia di Dieter Marcello
Janssen: Ego, regia di Peter Voss-Andreae
The Rose Garden, regia di Fons Rademakers
La ragazza terribile (Das schreckliche Mädchen), regia di Michael Verhoeven
Sturzflug, regia di Thorsten Näter
Verfolgte Wege, regia di Uwe Janson
Zwei frauen - Il silenzio del lago ghiacciato (Zwei Frauen), regia di Carl Schenkel
- 1991
  - Malina, regia di Werner Schroeter
  - Passioni violente (Homo Faber), regia di Volker Schlöndorff
  - Der Tangospieler, regia di Roland Gräf

Quella Trabant venuta dall'Est (Go Trabi Go), regia di Peter Timm
Das Heimweh des Walerjan Wrobel, regia di Rolf Schübel
Nie im Leben, regia di Helmut Berger e Nina Grosse
Das serbische Mädchen, regia di Peter Sehr
Step Across the Border, regia di Nicolas Humbert e Werner Penzel
Winckelmanns Reisen, regia di Jan Schütte
- 1992
  - Schtonk!, regia di Helmut Dietl
  - Das Land hinter dem Regenbogen, regia di Herwig Kipping
  - Leise Schatten, regia di Sherry Hormann

Buster's Bedroom, regia di Rebecca Horn
Celibidache, regia di Jan Schmidt-Garre
Happy Birthday, Detective! (Happy Birthday, Türke!), regia di Doris Dörrie
Max Ernst: Mein Vagabundieren – Meine Unruhe, regia di Peter Schamoni
Pizza Colonia, regia di Klaus Emmerich
Der schwarze Kasten, regia di Johann Feindt e Tamara Trampe
Wildfeuer, regia di Jo Baier
- 1993
  - Kleine Haie, regia di Sönke Wortmann
  - Der olympische Sommer, regia di Gordian Maugg
  - Wir können auch anders..., regia di Detlev Buck

Herzsprung, regia di Helke Misselwitz
Krücke, regia di Jörg Grünler
Langer Gang, regia di Yılmaz Arslan
Meine Tochter gehört mir, regia di Vivian Naefe
Neues in Wittstock, regia di Volker Koepp
Nordkurve, regia di Adolf Winkelmann
Der Störenfried – Ermittlungen zu Oskar Brüsewitz, regia di Thomas Frickel
- 1994
  - Kaspar Hauser, regia di Peter Sehr
  - Ciao America (Auf Wiedersehen Amerika), regia di Jan Schütte
  - Balagan, regia di Andres Veiel

Donne senza trucco (Abgeschminkt!), regia di Katja von Garnier
Abschied von Agnes, regia di Michael Gwisdek
Così lontano così vicino (In weiter Ferne, so nah!), regia di Wim Wenders
Il lungo silenzio, regia di Margarethe von Trotta
Oben – Unten, regia di Joseph Orr
- 1995
  - Tutti lo vogliono (Der bewegte Mann), regia di Sönke Wortmann
  - Keiner liebt mich, regia di Doris Dörrie
  - Verhängnis, regia di Fred Kelemen

Burning Life, regia di Peter Welz
Hasenjagd, regia di Andreas Gruber
Ich bin nicht Gott, aber wie Gott, regia di Claus Strobel
Maries Lied: Ich war, ich weiß nicht wo, regia di Niko Brücher
Falsa identità (Die Sieger), regia di Dominik Graf
- 1996
  - Der Totmacher - La belva ferita (Der Totmacher), regia di Romuald Karmakar
  - My Mother's Courage, regia di Michael Verhoeven
  - Schlafes Bruder, regia di Joseph Vilsmaier

Lisbon Story, regia di Wim Wenders
Männerpension, regia di Detlev Buck
Stadtgespräch, regia di Rainer Kaufmann
Die Überlebenden, regia di Andres Veiel
Niki de Saint Phalle (Niki de Saint Phalle: Wer ist das Monster - du oder ich?), regia di Peter Schamoni
- 1997
  - Rossini (Rossini – oder die mörderische Frage, wer mit wem schlief), regia di Helmut Dietl
  - Al di là del silenzio (Jenseits der Stille), regia di Caroline Link
  - Das Leben ist eine Baustelle, regia di Wolfgang Becker

14 Tage lebenslänglich, regia di Roland Suso Richter
Engelchen, regia di Helke Misselwitz
Knockin' on Heaven's Door, regia di Thomas Jahn
Lea, regia di Ivan Fíla
Nach Saison, regia di Pepe Danquart e Mirjam Quinte
- 1998
  - Comedian Harmonists, regia di Joseph Vilsmaier
  - Wintersleepers - Sognatori d'inverno (Winterschläfer), regia di Tom Tykwer
  - Zugvögel ... Einmal nach Inari, regia di Peter Lichtefeld

Die Apothekerin, regia di Rainer Kaufmann
Frau Rettich, die Czerni und ich, regia di Markus Imboden
Härtetest, regia di Janek Rieke
Kinderland ist abgebrannt, regia di Sibylle Tiedemann
Obsession, regia di Peter Sehr
- 1999
  - Lola corre (Lola rennt), regia di Tom Tykwer
  - 23 (23 – Nichts ist so wie es scheint), regia di Hans-Christian Schmid
  - Nachtgestalten, regia di Andreas Dresen

Aimée & Jaguar, regia di Max Färberböck
Herr Zwilling und Frau Zuckermann, regia di Volker Koepp
Kurz und schmerzlos, regia di Fatih Akın
Wir machen weiter..., regia di Wolfgang Ettlich
Bin ich schön?, regia di Doris Dörrie

### 2000
- 2000
  - Hanna Flanders (Die Unberührbare), regia di Oskar Roehler
  - Absolute Giganten, regia di Sebastian Schipper
  - Sonnenallee, regia di Leander Haußmann

Gloomy Sunday – Ein Lied von Liebe und Tod, regia di Rolf Schübel
The Million Dollar Hotel, regia di Wim Wenders
Wege in die Nacht, regia di Andreas Kleinert
Käpt'n Blaubär - Der Film, regia di Hayo Freitag
- 2001
  - Die innere Sicherheit, regia di Christian Petzold
  - Crazy, regia di Hans-Christian Schmid
  - La principessa + il guerriero (Der Krieger und die Kaiserin), regia di Tom Tykwer

alaska.de, regia di Esther Gronenborn
The Experiment (Das Experiment), regia di Oliver Hirschbiegel
Gran Paradiso, regia di Miguel Alexandre
- 2002
  - Nowhere in Africa (Nirgendwo in Afrika), regia di Caroline Link
  - Catastrofi d'amore (Halbe Treppe), regia di Andreas Dresen
  - Heaven, regia di Tom Tykwer

Ricette d'amore (Bella Martha), regia di Sandra Nettelbeck
Das weisse Rauschen, regia di Hans Weingartner
Wie Feuer und Flamme, regia di Connie Walther
- 2003
  - Good Bye, Lenin!, regia di Wolfgang Becker
  - Luci lontane (Lichter), regia di Hans-Christian Schmid
  - Nackt, regia di Doris Dörrie

Elefantenherz, regia di Züli Aladağ
Pigs Will Fly, regia di Eoin Moore
Solino, regia di Fatih Akın
- 2004
  - La sposa turca (Gegen die Wand), regia di Fatih Akın
  - Kroko, regia di Sylke Enders
  - Il miracolo di Berna (Das Wunder von Bern), regia di Sönke Wortmann

Herr Lehmann, regia di Leander Haußmann
Muxmäuschenstill, regia di Marcus Mittermeier
Wolfsburg, regia di Christian Petzold
- 2005
  - Zucker!... come diventare ebreo in 7 giorni (Alles auf Zucker!), regia di Dani Levy
  - The Edukators (Die fetten Jahre sind vorbei), regia di Hans Weingartner
  - La Rosa Bianca - Sophie Scholl (Sophie Scholl – Die letzten Tage), regia di Marc Rothemund

Agnes und seine Brüder, regia di Oskar Roehler
Der neunte Tag, regia di Volker Schlöndorff
Der Wald vor lauter Bäumen, regia di Maren Ade
- 2006
  - Le vite degli altri (Das Leben der Anderen), regia di Florian Henckel von Donnersmarck
  - Giovane e violento (Knallhart), regia di Detlev Buck
  - Requiem, regia di Hans-Christian Schmid

Komm näher, regia di Vanessa Jopp
Paradise Now, regia di Hany Abu-Assad
Un'estate sul balcone (Sommer vorm Balkon), regia di Andreas Dresen
- 2007
  - Quattro minuti (Vier Minuten), regia di Chris Kraus
  - Wer früher stirbt ist länger tot, regia di Marcus H. Rosenmüller
  - Profumo - Storia di un assassino (Das Parfum – Die Geschichte eines Mörders), regia di Tom Tykwer

Emmas Glück, regia di Sven Taddicken
Il falsario - Operazione Bernhard (Die Fälscher), regia di Stefan Ruzowitzky
Winterreise, regia di Hans Steinbichler
- 2008
  - Ai confini del paradiso (Auf der anderen Seite), regia di Fatih Akın
  - Kirschblüten – Hanami, regia di Doris Dörrie
  - L'onda (Die Welle), regia di Dennis Gansel

Am Ende kommen Touristen, regia di Robert Thalheim
Shoppen, regia di Ralf Westhoff
Yella, regia di Christian Petzold
- 2009
  - John Rabe, regia di Florian Gallenberger
  - Im Winter ein Jahr, regia di Caroline Link
  - Settimo cielo (Wolke 9), regia di Andreas Dresen

La banda Baader Meinhof (Der Baader Meinhof Komplex), regia di Uli Edel
Chiko, regia di Özgür Yildirim
Jerichow, regia di Christian Petzold

### 2010
- 2010
  - Il nastro bianco (Das weiße Band – Eine deutsche Kindergeschichte), regia di Michael Haneke
  - Sturm, regia di Hans-Christian Schmid
  - Die Fremde, regia di Feo Aladag

Alle Anderen, regia di Maren Ade
Soul Kitchen, regia di Fatih Akın
Wüstenblume, regia di Sherry Hormann
- 2011
  - Vincent will Meer, regia di Ralf Huettner
  - Almanya - La mia famiglia va in Germania (Almanya - Willkommen in Deutschland), regia di Yasemin Şamdereli
  - Wer wenn nicht wir, regia di Andres Veiel

Drei, regia di Tom Tykwer
Lezioni di sogni (Der ganz große Traum), regia di Sebastian Grobler
Goethe!, regia di Philipp Stölzl
- 2012
  - Halt auf freier Strecke, regia di Andreas Dresen
  - La scelta di Barbara (Barbara), regia di Christian Petzold
  - Kriegerin, regia di David Wnendt

Anonymous, regia di Roland Emmerich
Dreiviertelmond, regia di Christian Zübert
Hell, regia di Tim Fehlbaum
- 2013
  - Cloud Atlas, regia di Lana e Lilly Wachowski e Tom Tykwer

Hannah Arendt, regia di Margarethe von Trotta
Lore, regia di Cate Shortland
Oh Boy - Un caffè a Berlino (Oh Boy), regia di Jan Ole Gerster
Quellen des Lebens, regia di Oskar Roehler
Die Wand, regia di Julian Roman Pölsler
- 2014
  - L'altra Heimat - Cronaca di un sogno (Die Andere Heimat - Chronik einer Sehnsucht), regia di Sebastian Schipper
  - Lo straniero della valle oscura - The Dark Valley (Das finstere Tal), regia di Andreas Prochaska
  - Two Lives (Zwei Leben), regia di Johannes Naber

Fuck you, prof! (Fack ju Göhte), regia di Bora Dagtekin
Finsterworld, regia di Frauke Finsterwalder
Love Steaks, regia di Jakob Lass
- 2015
  - Victoria, regia di Edgar Reitz
  - Jack, regia di Edward Berger
  - Zeit der Kannibalen, regia di Georg Maas

Il labirinto del silenzio (Im Labyrinth des Schweigens), regia di Giulio Ricciarelli
Who Am I – Kein System ist sicher, regia di Baran bo Odar
Wir sind jung. Wir sind stark., regia di Burhan Qurbani
- 2016
  - Lo Stato contro Fritz Bauer (Der Staat gegen Fritz Bauer), regia di Lars Kraume
  - Herbert, regia di Thomas Stuber
  - 4 Könige, regia di Theresa von Eltz

Lui è tornato, regia di David Wnendt
Grüße aus Fukushima, regia di Doris Dörrie
Aspettando il re (Ein Hologramm für den König), regia di Tom Tykwer
- 2017
  - Vi presento Toni Erdmann (Toni Erdmann), regia di Maren Ade
  - 24 Weeks (24 Wochen), regia di Anne Zohra Berrached
  - Wild, regia di Nicolette Krebitz

Die Blumen von gestern, regia di Chris Kraus
Tschick, regia di Fatih Akın
Benvenuto in Germania! (Willkommen bei den Hartmanns), regia di Simon Verhoeven
- 2018
  - 3 Tage in Quiberon, regia di Emily Atef
  - Oltre la notte (Aus dem Nichts), regia di Fatih Akın
  - Western, regia di Valeska Grisebach

Der Hauptmann, regia di Robert Schwentke
Un valzer tra gli scaffali (In den Gängen), regia di Thomas Stuber
Das schweigende Klassenzimmer, regia di Lars Kraume
- 2019
  - Gundermann (Gundermann), regia di Andreas Dresen
  - Styx, regia di Wolfgang Fischer
  - Der Junge muss an die frische Luft, regia di Caroline Link

25 km/h, regia di Markus Goller
Das schönste Mädchen der Welt, regia di Aron Lehmann
La donna dello scrittore (Transit), regia di Christian Petzold

### 2020
- 2020

1. Systemsprenger, regia di Nora Fingscheidt
2. Berlin Alexanderplatz, regia di Burhan Qurbani
3. Es gilt das gesprochene Wort, regia di İlker Çatak

Lara, regia di Jan-Ole Gerster
Lindenberg! Mach dein Ding, regia di Hermine Huntgeburth
Undine - Un amore per sempre (Undine), regia di Christian Petzold
- 2021

1. I'm Your Man (Ich bin dein Mensch), regia di Maria Schrader
2. Fabian oder Der Gang vor die Hunde, regia di Dominik Graf
3. Curveball, regia di Johannes Naber

E domani il mondo intero (Und morgen die ganze Welt), regia di Julia von Heinz
Je suis Karl, regia di Christian Schwochow
Il re degli scacchi (Schachnovelle), regia di Philipp Stölzl
- 2022

1. Lieber Thomas, regia di Andreas Kleinert
2. Una mamma contro G. W. Bush (Rabiye Kurnaz gegen George W. Bush), regia di Andreas Dresen
3. Große Freiheit, regia di Sebastian Meise

Contra - La parte avversa (Contra), regia di Sönke Wortmann
Spencer, regia di Pablo Larraín
Wunderschön, regia di Karoline Herfurth
- 2023

1. La sala professori (Das Lehrerzimmer), regia di İlker Çatak
2. Niente di nuovo sul fronte occidentale (Im Westen nichts Neues), regia di Edward Berger
3. Holy Spider, regia di Ali Abbasi

Rheingold, regia di Fatih Akın
Sonne und Beton, regia di David Wnendt
Quando tutto tornerà a essere come non è mai stato (Wann wird es endlich wieder so, wie es nie war), regia di Sonja Heiss
- 2024

1. Sterben, regia di Matthias Glasner
2. Der Fuchs, regia di Adrian Goiginger
3. Im toten Winkel, regia di Ayşe Polat

Ein ganzes Leben, regia di Hans Steinbichler
Elaha, regia di Milena Aboyan
Die Theorie von Allem, regia di Timm Kröger
- 2025

1. September 5 - La diretta che cambiò la storia (September 5), regia di Tim Fehlbaum
2. Il seme del fico sacro (Dāne-ye anjīr-e ma'ābed), regia di Mohammad Rasoulof
3. Berlino, estate '42 (In Liebe, Eure Hilde), regia di Andreas Dresen

Islands, regia di Jan-Ole Gerster
Köln 75, regia di Ido Fluk
Vena, regia di Chiara Fleischhacker